# Xaló
Xaló (spanisch Jalón) ist eine spanische Gemeinde (municipio) in der Provinz Alicante mit einer Bevölkerung von 3.042 Einwohnern (Stand: 2024). 

## Lage
Xaló liegt etwa 65 Kilometer nordöstlich von Alicante und etwa 95 Kilometer südsüdöstlich von Valencia in einer Höhe von 190 m. Das Mittelmeer liegt wenige Kilometer östlich des Ortszentrums. 

## Geschichte

### Bevölkerungsentwicklung
| Jahr      | 1970 | 1981 | 1991 | 2001 | 2011 | 2021 |
| Einwohner | 1730 | 1709 | 1957 | 2167 | 3320 | 2892 |

## Sehenswürdigkeiten

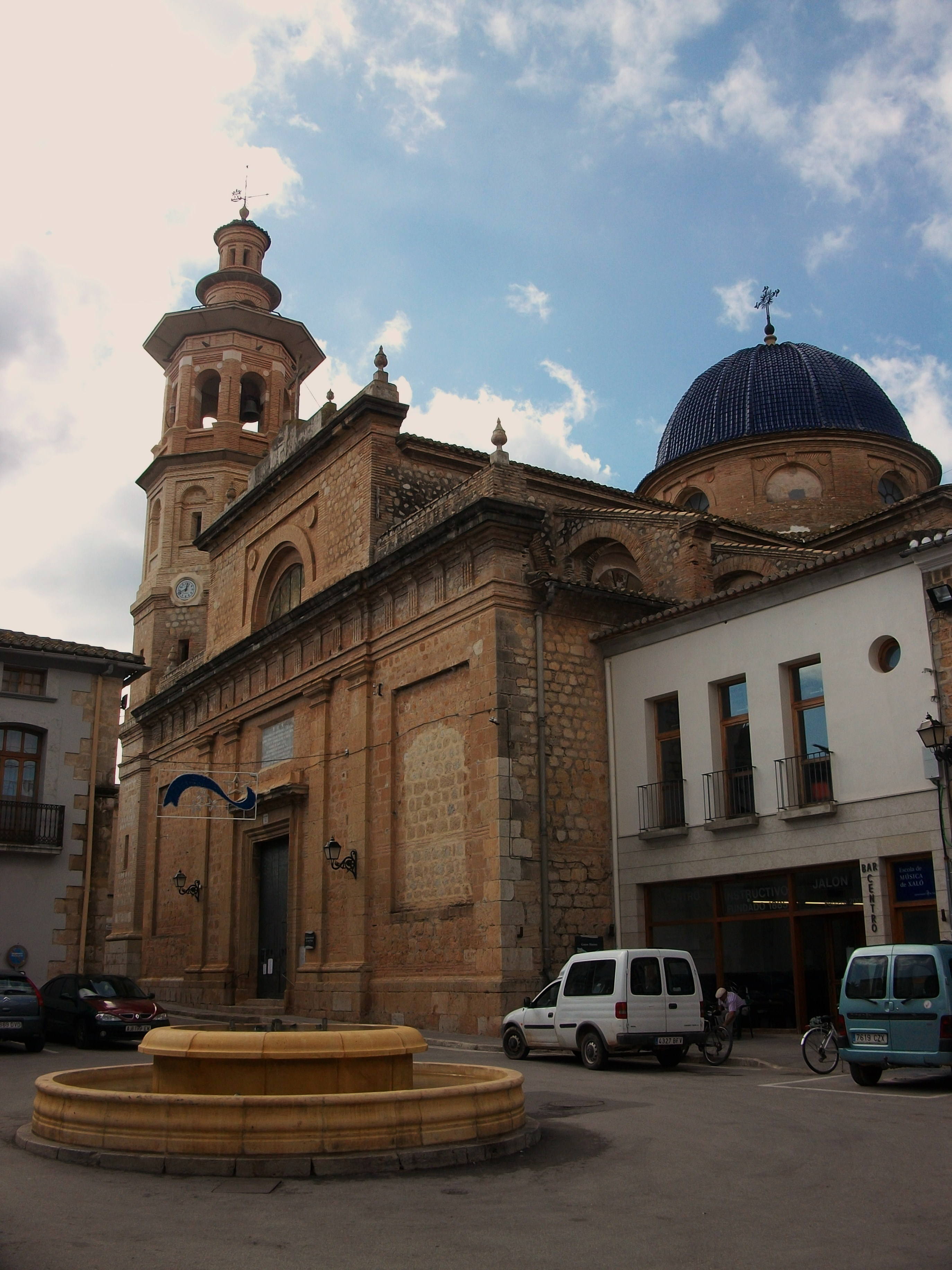
Marienkirche
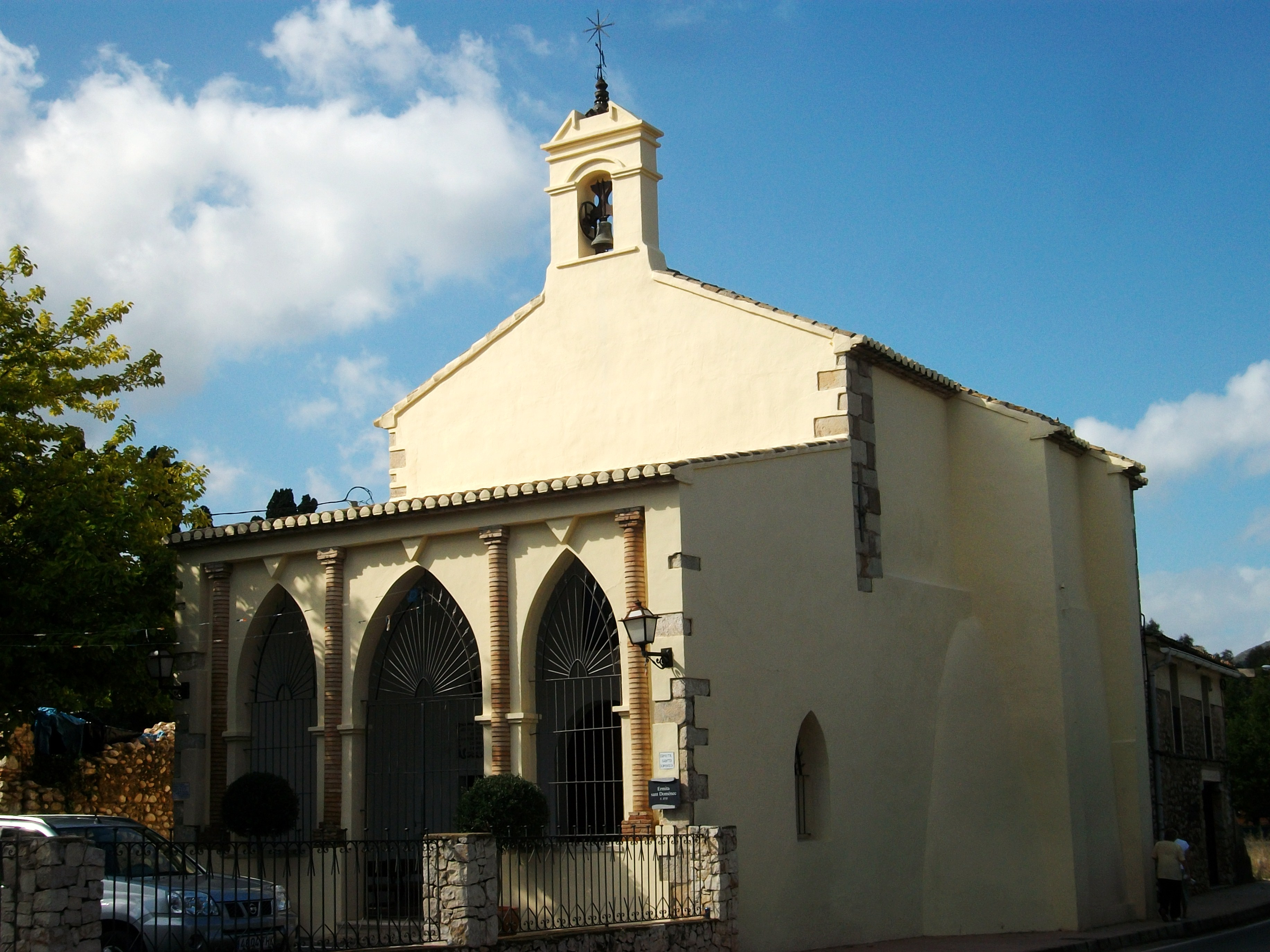
Dominikuskapelle
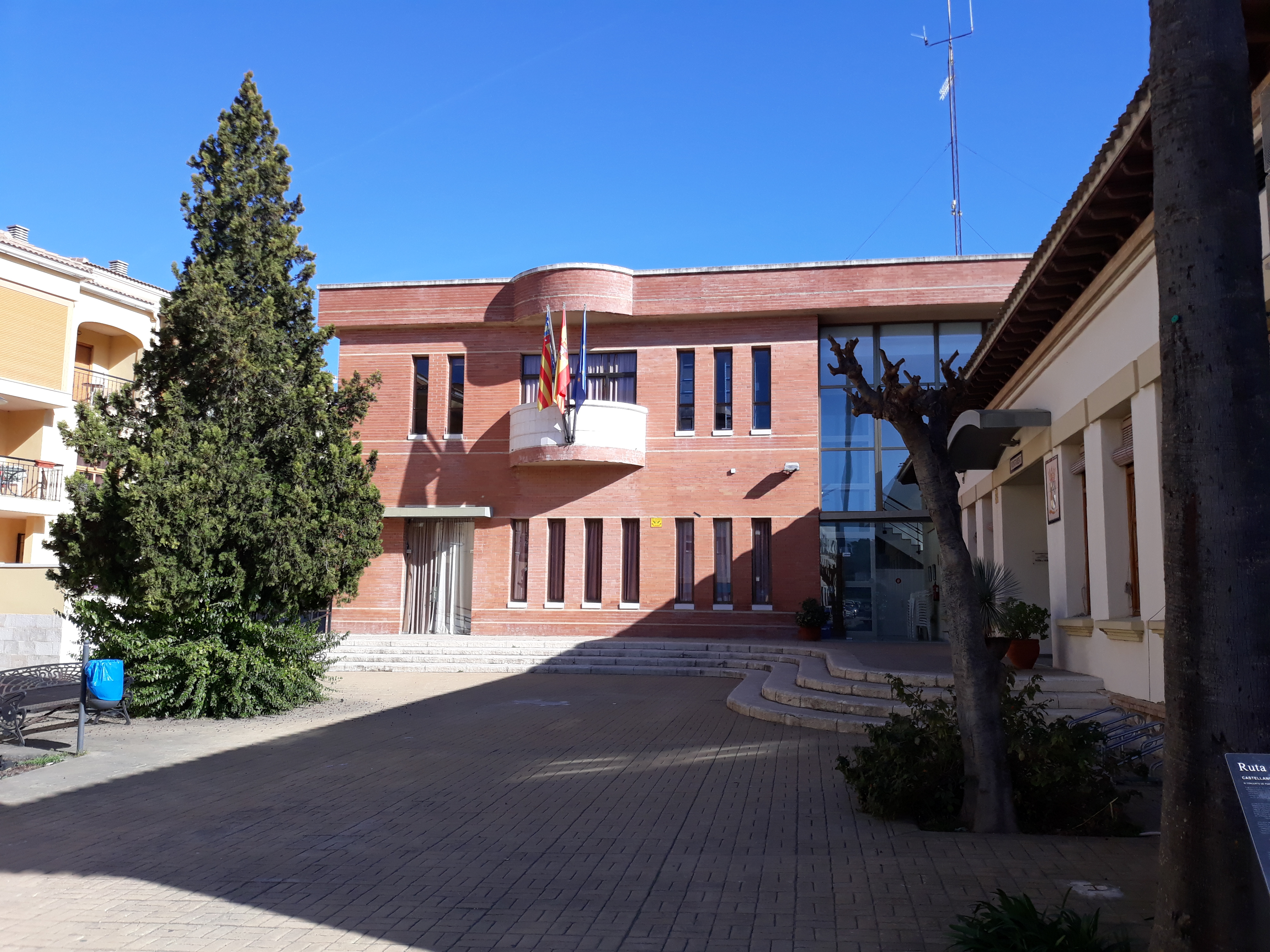
Rathaus
- Wassermühle
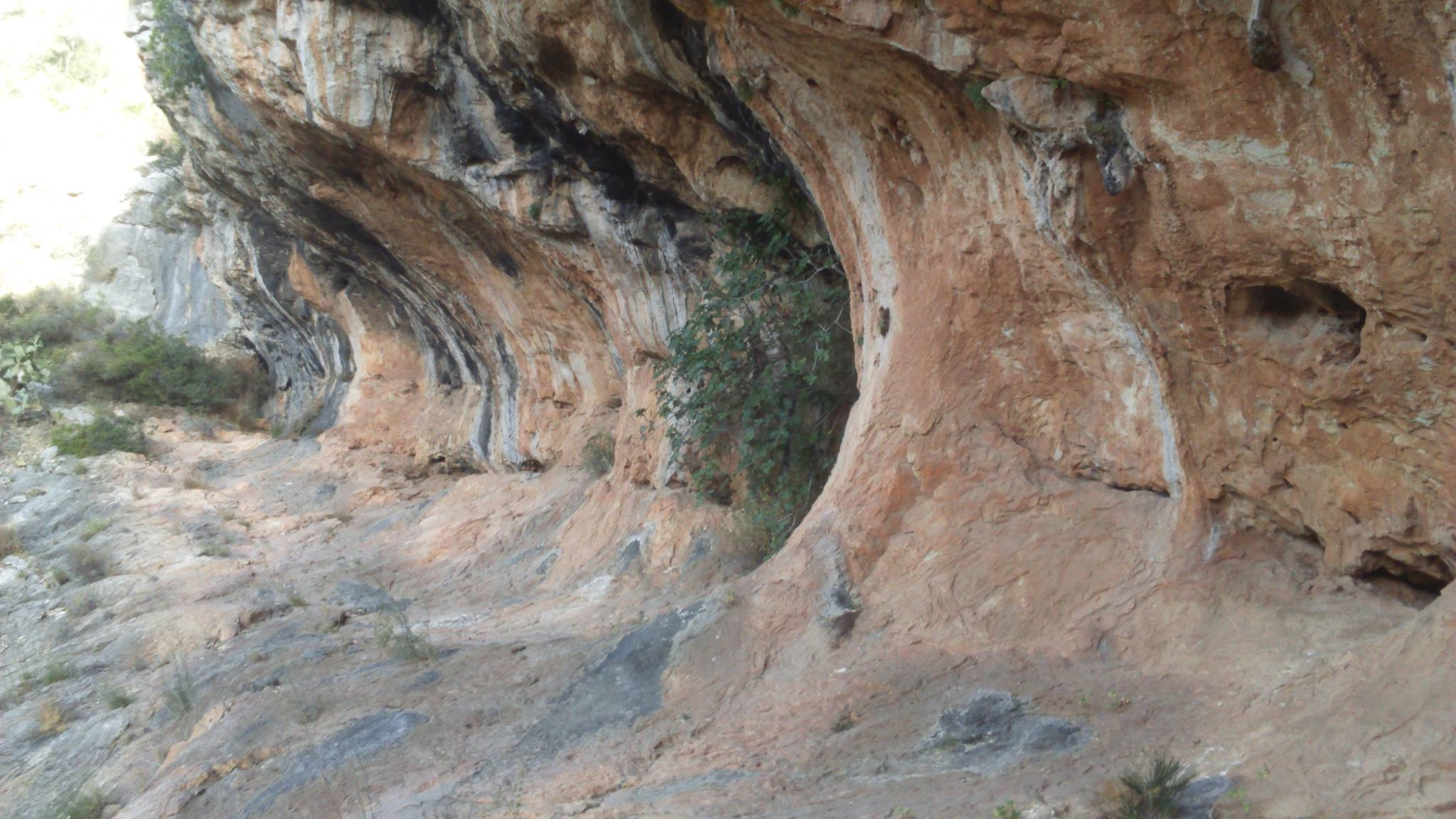
Cova del Mançano

- Marienkirche
- Dominikuskapelle
- Rathaus
- Abri Cova del Mançano

## Gemeindepartnerschaften
Mit den spanischen Gemeinden Barx in der Provinz Valencia und Santa Margalida auf Mallorca sowie mit der argentinischen Gemeinde San Juan bestehen Partnerschaften.